# Notiosorex cockrumi
Notiosorex cockrumi е вид бозайник от семейство Земеровкови (Soricidae).

## Разпространение
Видът е разпространен в Мексико и САЩ.